# Рокингхем (округ, Виргиния)
Округ Рокингхем (англ. Rockingham County) располагается в США, в штате Виргиния. По состоянию на 2010 год, численность населения составляла 76 314 человек. Получил своё название в честь Чарльза Уотсон-Уэнтуорта, 2-го маркиза Рокингемского.

## География

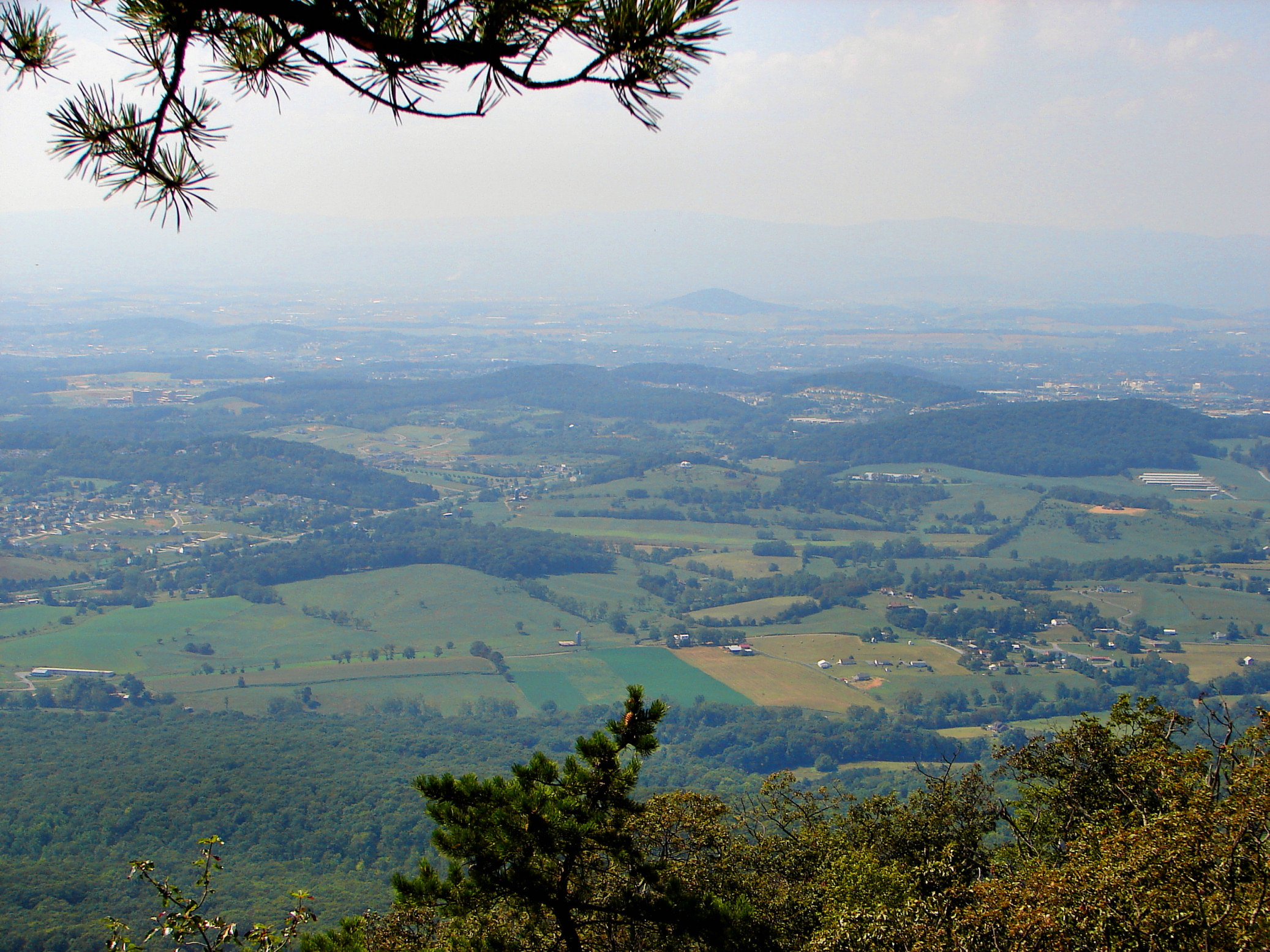

По данным Бюро переписи США, общая площадь округа равняется 2209 км², из которых 2199 км² суша и 11 км² или 0,5 % это водоёмы.

### Соседние округа
- Пендлтон (Западная Виргиния) — запад
- Харди (Западная Виргиния) — север
- Шенандоа (Виргиния) — северо-восток
- Пейдж (Виргиния) — восток
- Грин (Виргиния) — юго-восток
- Албемарл (Виргиния) — юго-восток
- Огаста (Виргиния) — юго-запад
- Гаррисонберг — независимый город (анклав)

## Демография
По данным переписи населения 2000 года в округе проживает 67 725 жителей в составе 25 355 домашних хозяйств и 18 889 семей. Плотность населения составляет 31 человек на км². На территории округа насчитывается 27 328 жилых строений, при плотности застройки 12 строений на км². Расовый состав населения: белые — 96,58 %, афроамериканцы — 1,36 %, коренные американцы (индейцы) — 0,13 %, азиаты — 0,29 %, гавайцы — 0,01 %, представители других рас — 0,9 %, представители двух или более рас — 0,73 %. Испаноязычные составляли 3,28 % населения.
В составе 32,9 % из общего числа домашних хозяйств проживают дети в возрасте до 18 лет, 62,4 % домашних хозяйств представляют собой супружеские пары проживающие вместе, 7,9 % домашних хозяйств представляют собой одиноких женщин без супруга, 25,5 % домашних хозяйств не имеют отношения к семьям, 21,2 % домашних хозяйств состоят из одного человека, 9,1 % домашних хозяйств состоят из престарелых (65 лет и старше), проживающих в одиночестве. Средний размер домашнего хозяйства составляет 2,61 человека, и средний размер семьи 3,02 человека. 
Возрастной состав округа: 24,6 % моложе 18 лет, 8,7 % от 18 до 24, 28,9 % от 25 до 44, 23,8 % от 45 до 64 и 13,9 % от 65 и старше. Средний возраст жителя округа 40 лет. На каждые 100 женщин приходится 97 мужчин. На каждые 100 женщин старше 18 лет приходится 94,3 мужчин. 
Средний доход на домохозяйство в округе составлял 40 748 USD, на семью — 46 262 USD. Среднестатистический заработок мужчины был 30 618 USD против 21 896 USD для женщины. Доход на душу населения составлял 18 795 USD. Около 5,3 % семей и 8,2 % общего населения находились ниже черты бедности, в том числе 9,1 % молодежи (тех кому ещё не исполнилось 18 лет) и 9,7 % тех кому было уже больше 65 лет.